# 2018 DV1
2018 DV1 es un asteroide que forma parte de los asteroides Atón, descubierto el 26 de febrero de 2018 por el equipo del Mount Lemmon Survey desde el Observatorio del Monte Lemmon, Arizona, Estados Unidos.

## Designación y nombre
Designado provisionalmente como 2018 DV1.

## Características orbitales
2018 DV1 está situado a una distancia media del Sol de 0,9861 ua, pudiendo alejarse hasta 1,149 ua y acercarse hasta 0,8229 ua. Su excentricidad es 0,165 y la inclinación orbital 5,155 grados. Emplea 357,713 días en completar una órbita alrededor del Sol.
Los próximos acercamientos a la órbita terrestre se producirán el 18 de octubre de 2054, el 12 de octubre de 2055 y el 5 de octubre de 2056, entre otros.
El 2 de marzo de 2018, en particular pasó cerca de 0,000701 AU (105,000 km) de la Tierra, a una velocidad aproximada de 6,58 km por segundo.

## Características físicas
La magnitud absoluta de 2018 DV1 es 28,395. 